# Parlamentsvalet på Cypern 2011
Parlamentsvalet i Cypern 2011 ägde rum söndagen den 22 maj 2011 i den internationellt erkända delen av ön. Valet handlade i praktiken endast om parlamentets 56 grekcypriotiska mandat. Drygt 530 000 personer var röstberättigade i valet. Valets vinnare var det konservativa partiet Demokratisk samling (DISY), som erhöll drygt 34 procent av rösterna. Därefter kom förra valets största parti, det kommunistiska Arbetande folkets progressiva parti (AKEL), med över 32,5 procent av rösterna. Både DISY och AKEL ökade jämfört med valet 2006. Valets största förlorare var mittenpartierna Dimokratikó Kómma (DIKO) och Evropaiko Komma, som båda backade med ett par procentenheter jämfört med valet 2006. På grund av Cyperns system med presidentialism och avsaknad av parlamentarism, hade valet inte någon direkt betydelse för regeringsmakten, men var ändå viktigt för att ge president Dimitris Christofias (AKEL) ett starkt mandat både i frågan om den ekonomiska krisen i landet och i förhandlingarna med Nordcypern om en återförening.
Valdeltagandet rasade jämfört med det föregående parlamentsvalet. Knappt 80 procent av de röstberättigade deltog i valet, jämfört med 87,91 procent i valet 2006.

## Valresultat
|                                     |         |  |         |        |
|                                     | Andel   |  | Antal   | Mandat |
| Demokratisk samling                 | 34,28 % |  | 138 682 | 20     |
| Demokratisk samling                 | +3,76 % |  | +10 906 | +2     |
| Arbetande folkets progressiva parti | 32,67 % |  | 132 171 | 19     |
| Arbetande folkets progressiva parti | +1,36 % |  | +1 105  | +1     |
| Dimokratikó Kómma                   | 15,76 % |  | 63 763  | 9      |
| Dimokratikó Kómma                   | –2,23 % |  | –11 695 | –2     |
| Kínima Sosialdimokratón             | 8,93 %  |  | 36 113  | 5      |
| Kínima Sosialdimokratón             | –0,03 % |  | –1 420  | ±0     |
| Evropaiko Komma                     | 3,88 %  |  | 15 711  | 2      |
| Evropaiko Komma                     | –1,90 % |  | –8 485  | –1     |
| Kinima Oikologon Perivallontiston   | 2,21 %  |  | 8 960   | 1      |
| Kinima Oikologon Perivallontiston   | +0,25 % |  | +767    | ±0     |
| Övriga partier och kandidater       | 2,27 %  |  | 9 177   | 0      |
| Övriga partier och kandidater       | –1,24 % |  | –7 688  | ±0     |
| Ogiltiga och blanka röster          | 3,27 %  |  | 13 670  | 0      |
| Ogiltiga och blanka röster          | –2,30 % |  | –11 171 | ±0     |
| Valdeltagande                       | 78,70 % |  | 418 247 | 56     |
| Valdeltagande                       | –9,21 % |  | –27 742 | ±0     |
| Antal röstberättigade 531 463       |         |  |         |        |